# 最後の夏に見上げた空は
『最後の夏に見上げた空は』（さいごのなつにみあげたそらは）は、住本優による日本のライトノベル。イラストはおおきぼん太が担当。電撃文庫（メディアワークス）より2004年12月から2005年8月まで全3巻が刊行された。

## ストーリー
17歳の夏に死んでしまうという運命を背負っている少女・小谷順子と名門亮一の切ない恋の物語。

## 登場人物
小谷順子
主人公。遺伝子強化兵。
名門亮一
学校施設の教師。
桂木
名門の同僚。国語の教師。
小谷章子
順子の姉。
仙石太一・青木啓介・笹々嶺梓
小谷のクラスメイト

## 用語
遺伝子強化兵
遺伝子強化された子供たちのこと。作戦期間中は拳銃で撃たれても負傷しないようになるがそのかわり17歳の夏までしか生きることができない。戦争が終わった今は、薬で抑えているため作戦期間が来ても一般の子供たちとなんら変わりはない。
作戦期間
遺伝子強化兵が能力を使える期間。作戦期間を終えると遺伝子強化兵は死んでしまう。

## 既刊一覧
- 住本優（著）・おおきぼん太（イラスト） 『最後の夏に見上げた空は』 メディアワークス〈電撃文庫〉、全3巻

1. 2004年12月10日発売[1]、ISBN 4-8402-2890-6
2. 2005年4月10日発売[2]、ISBN 4-8402-3024-2
3. 2005年8月10日発売[3]、ISBN 4-8402-3132-X